# Hornsbruksgatan

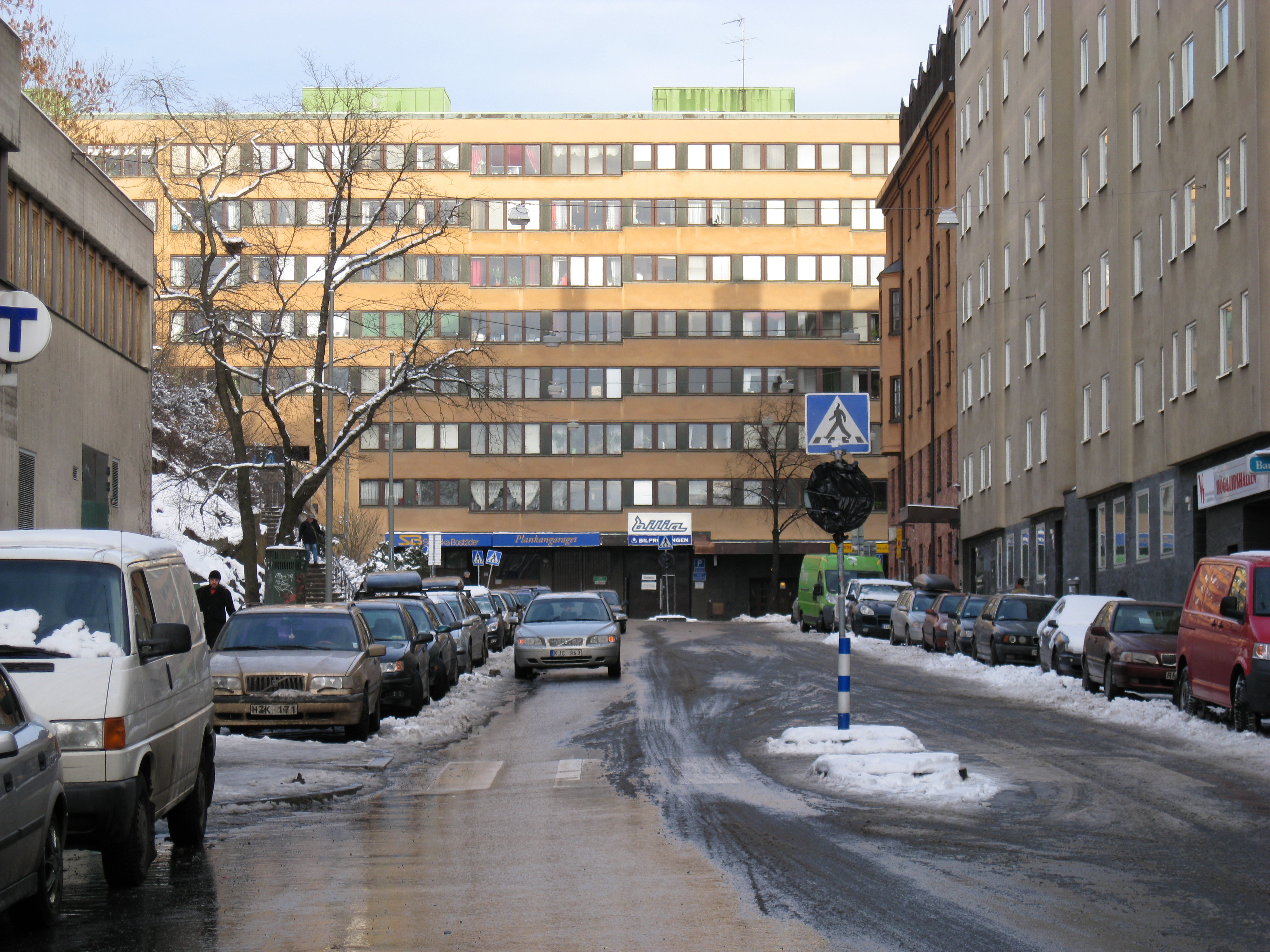
Hornsbruksgatan österut vid tunnelbanestation Hornstull, uppgång Högalidsparken. I bakgrunden ses kvarteret Plankan.

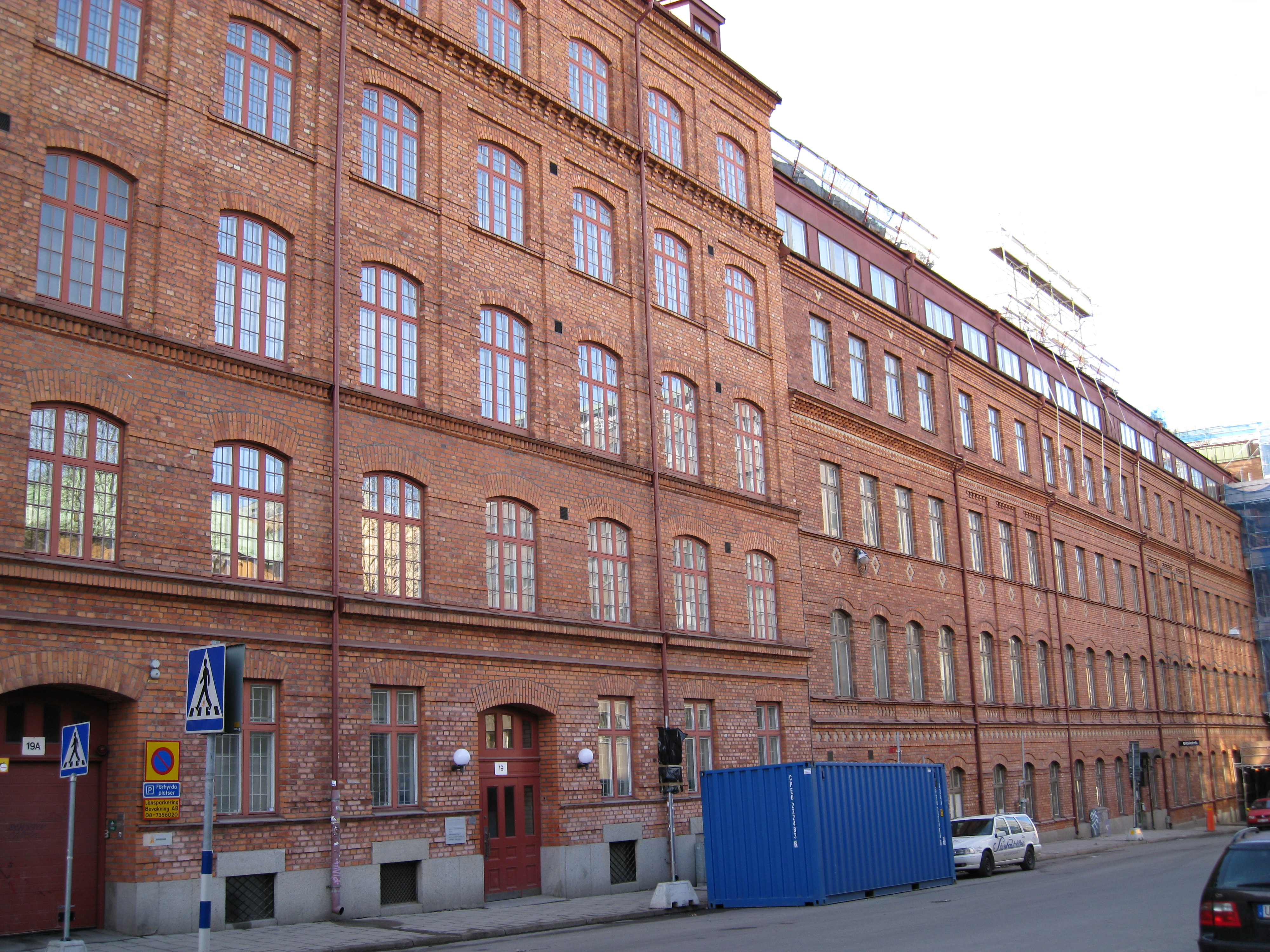
Stockholms Skofabrik på Hornsbruksgatan

Hornsbruksgatan är en gata på Södermalm i Stockholm. Gatan sträcker sig från Varvsgatan i öster till Långholmsgatan i väster.
Den västligaste delen av Brännkyrkagatan, mellan Varvsgatan och Långholmsgatan, namnändrades 1964 till Hornsbruksgatan, efter Horns tegelbruk. Direkt norr om gatan ligger Högalidsparken med Högalidskyrkan.
Ortnamnet Horn är sannolikt ett naturnamn som betecknade Åsöns (Södermalms) spetsiga västra udde – ordet ”horn” kan i ortnamn ha betydelsen ”utskjutande terrängparti”. Namnet Horn finns det belägg på sedan 1422, då bland lekbröderna i Helga lekamens gille omnämns en ”Niclis ij Horn” i gillesboken. År 1428 omnämns samme Niklas som en av stadens ”tighelmästare” (föreståndare för tegelbruk). ”Tighilhuset” (tegelbruket) i Horn omnämns första gången 1419; det var beläget vid Hornstull strax söder om nuvarande Liljeholmsbrons landfäste. År 1464 fick ”Jöns j Horn” pengar som han har att fordra av ”stadzins tegelhus”. Horns tegelbruk spelade en mycket viktig roll i stadens byggnadsverksamhet under 1400-, 1500- och 1600-talet.
I Stockholm använde man mycket tidigt tegel för att bygga inte bara kyrkor, kloster och den kungliga borgen, utan också för att bygga borgarhusen. I detta avseende skilde sig Stockholm från andra nordiska städer, där husen som regel uppfördes i trä eller korsvirke. Bidragande till denna byggnadstradition var de många förgörande bränderna; det var stora eldsvådor bland annat 1296, 1330 och 1344 och vid den stora stadsbranden 1407 gick all träbebyggelse upp i lågor. Vid medeltidens slut dominerades Stockholm av stenhus, men ekonomibyggnader inne på gårdarna samt magasinsbyggnader och bodar vid stränderna var fortfarande byggda i trä.
Tegelbruk var således viktiga för byggnadsverksamheten och stadens tre tegelbruk var Rörstrand (som var det äldsta och ursprungligen ägdes av kung Magnus Ladulås; bruket låg i Sabbatsbergsområdet), Grind (invid Skanstull) och Horn. 
I kvarteret Släggan på Hornsbruksgatans södra sida, nära Långholmsgatan, uppfördes under åren 1897–1900 Aktiebolaget Stockholms Skofabrik. Industriell tillverkning av skor tillkom relativt sent under 1800-talets industrialisering. Fabriken hade på 1920-talet cirka 600 anställda. Man tillverkade skor av märket Garanti, men den mest kända modellen var Salamander. Stockholms Skofabrik är den äldsta bevarade skofabriksbyggnaden i Stockholm.
Sveriges första dödsoffer för fotbollshuliganism, 26-årige Tony Deogan, misshandlades till döds den 29 juli 2002 på Hornsbruksgatan. På platsen finns idag ett minnesmärke uppsatt, beläget på gatans norra sida invid Högalidsparken.